# Grässäckspinnare
Grässäckspinnare, Epichnopterix plumella, är en fjärilsart som beskrevs av Michael Denis och Ignaz Schiffermüller 1775. Grässäckspinnare ingår i släktet Epichnopterix och familjen säckspinnare, Psychidae. Arten är ännu inte funnen i Sverige. Fyra underarter finns listade i Catalogue of Life, Epichnopterix plumella heringii Heinemann, 1859, Epichnopterix plumella kovacsi Sieder, 1955, Epichnopterix plumella plumella ([Denis & Schiffermüller], 1775) och Epichnopterix plumella sibirica Wehrli, 1933.

## Bildgalleri

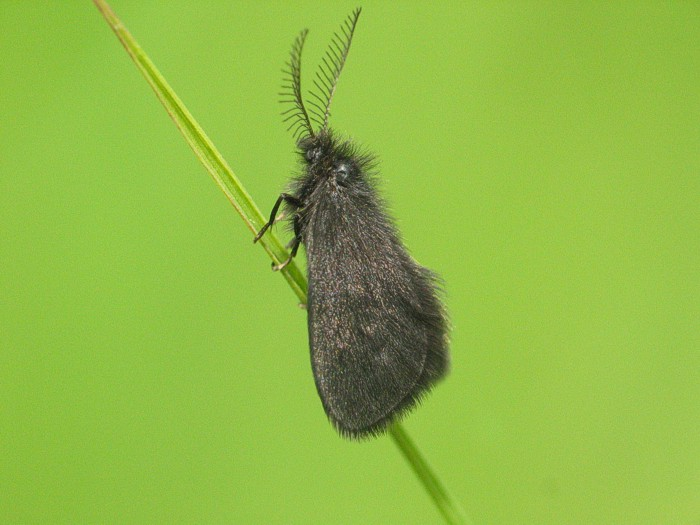
Imago fjäril.
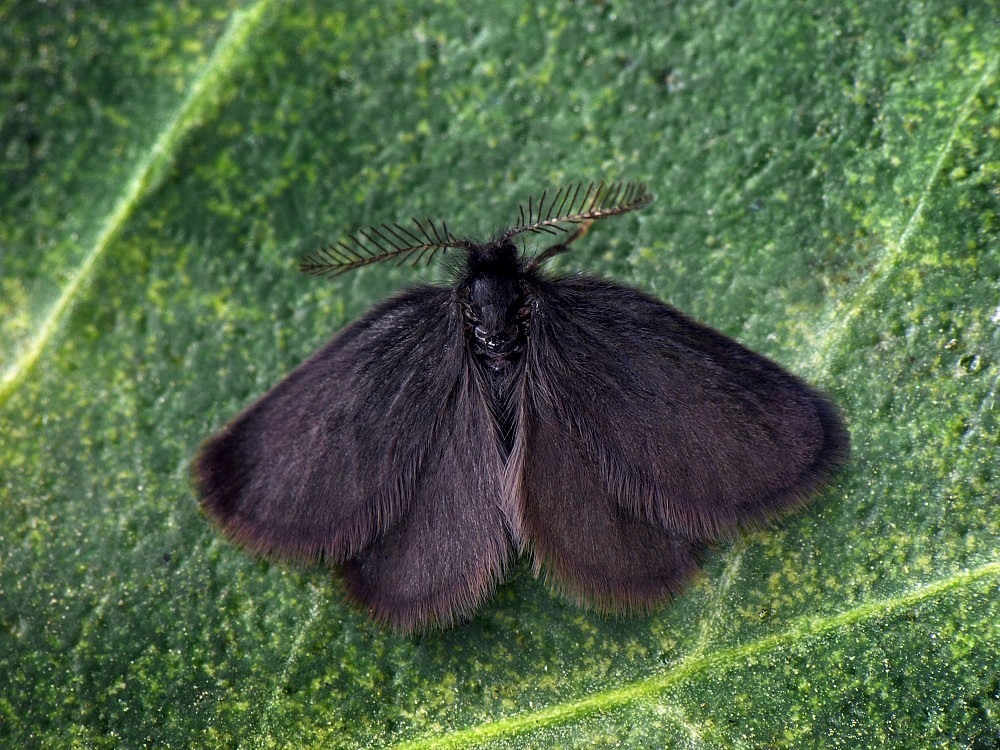
Imago fjäril.